# Pouébo
Pouébo ist eine Gemeinde in der Nordprovinz in Neukaledonien. Sie liegt auf der Hauptinsel Grande Terre und umfasst ebenfalls einige kleine Inseln vor der Küste der Hauptinsel. In der Gemeinde liegt der kleine Ort Balade, in dem James Cook am 4. September 1774 sein Schiff ankerte und als erster Europäer Neukaledonien betrat und in dem Maristen 1843 die erste katholische Kirche Neukaledoniens errichteten. Die höchste Erhebung ist der Mont Colnett mit 1505 m.

## Bevölkerung
| Bevölkerungsentwicklung in Pouébo | Bevölkerungsentwicklung in Pouébo | Bevölkerungsentwicklung in Pouébo | Bevölkerungsentwicklung in Pouébo | Bevölkerungsentwicklung in Pouébo | Bevölkerungsentwicklung in Pouébo | Bevölkerungsentwicklung in Pouébo | Bevölkerungsentwicklung in Pouébo | Bevölkerungsentwicklung in Pouébo | Bevölkerungsentwicklung in Pouébo | Bevölkerungsentwicklung in Pouébo | Bevölkerungsentwicklung in Pouébo |
| --------------------------------- | --------------------------------- | --------------------------------- | --------------------------------- | --------------------------------- | --------------------------------- | --------------------------------- | --------------------------------- | --------------------------------- | --------------------------------- | --------------------------------- | --------------------------------- |
| Einwohner                         | 1294                              | 1388                              | 1472                              | 1782                              | 1503                              | 2242                              | 2352                              | 2381                              | 2078                              | 2591                              | 2752                              |
| Jahr                              | 1956                              | 1963                              | 1969                              | 1976                              | 1983                              | 1989                              | 1996                              | 2004                              | 2009                              | 2014                              | 2019                              |

## Église Saint-Denis
Die Église Saint-Denis in Balade war die erste Kirche, die von katholischen Missionaren in Neukaledonien errichtet wurde. Die erste Messe wurde am 25. Dezember 1843 abgehalten. Sie enthielt einen prächtigen, aus Holz geschnitzten Altar, der jedoch im September 2024 durch einen Brandanschlag vernichtet wurde. Neben dem Kirchengebäude befindet sich eine Marienstatue in Gedenken an den Missionar Blaise Marmoiton, der am 19. Juli 1847 von einem Kanaken ermordet und dessen Kopf als Trophäe vor der Hütte des Oberhäuptlings aufgehängt wurde.

## Wasserkraftwerk
Im Januar 2021 nahm am Fluss Paalo ein Wasserkraftwerk mit einer Jahresproduktion von 7 081 MWh den Betrieb auf. Zur Stromerzeugung wird das 540 m Gefälle des Flusses genutzt und das Wasser über eine 1600 m lange Röhre zu einer Turbine geführt. Mit der erzeugten Energie können 4000 Haushalte versorgt werden.

## Sehenswürdigkeiten
- Cascade de Colnett, 34 km südlich von Balade, gilt als schönster Wasserfall der Ostküste.[6]